# Rhynchogale melleri
Rhynchogale melleri (мангуста Меллера) — ссавець, представник ряду хижих із родини мангустових. Проживає в південно-східній Африці до 1850 м над рівнем моря (в Танзанії) у саванному типі місцевості.

## Етимологія
Вид названий на честь Чарльза Джеймса Меллера (англ. Charles James Meller, 1836–1869), ботаніка, який працював у Ньясаленді (нині Малаві) у 1861 році і в Маврикії в 1865 році, де він був керівником ботанічного саду. На його честь також названа качка Меллера (Anas melleri), яка мешкає на Мадагаскарі.

## Морфологія
Морфометрія. Довжина голови й тіла: 440—485 мм, довжина хвоста: 300—400 мм, вага: 1.7—3 кг.
Опис. Загальне забарвлення сірувате чи блідо-коричневе; голова і низ світліші, а ноги зазвичай темніші. Задні ступні волохаті до початків пальців. Самиці мають дві черевні пари молочних залоз.

## Поведінка
Наземний, нічний і солітарний вид. До раціону входять дикорослі плоди, терміти, і, ймовірно, дрібні хребетні.

## Загрози та охорона
Серйозних загроз для виду нема, однак у деяких частинах його ареалу значною загрозою є люди та собаки.